# 南海爭端

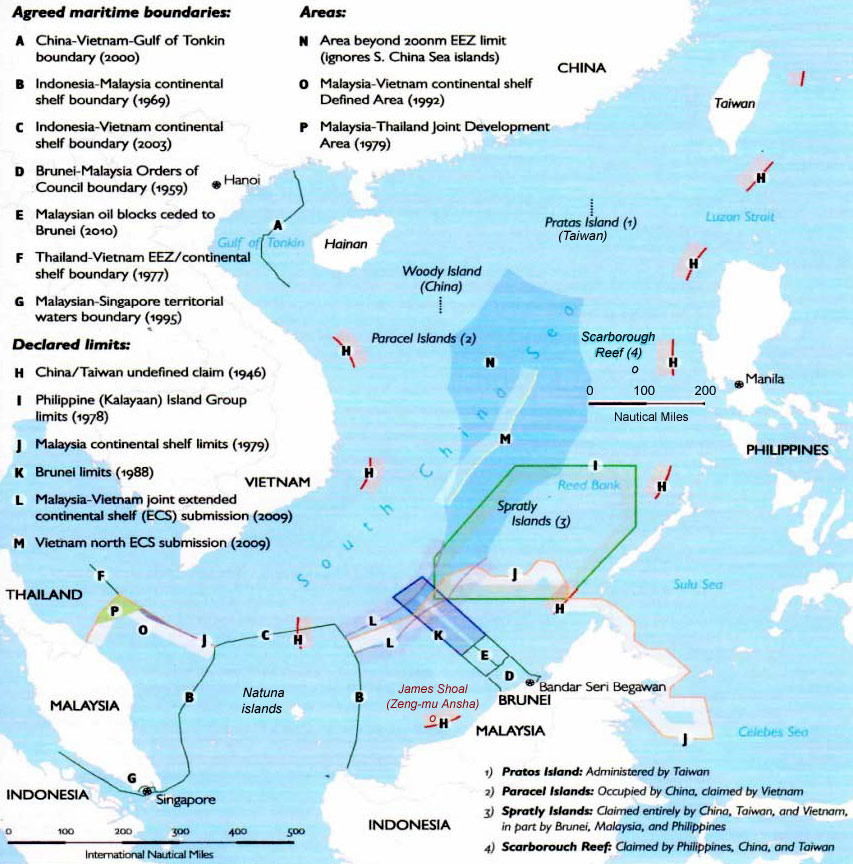
截至2012年，南海周围地区国家的声索和边界协议（英文）

南海爭端是指中華民國、中華人民共和國、越南、菲律賓、馬來西亞、汶萊、印度尼西亞對于南海海域、南沙群島、西沙群島和中沙群島的主權的归属、划分和相关海洋权利的聲索產生重疊從进而發生的衝突。
由於南海的漁業資源、原油和天然氣蘊藏皆十分豐富，同時南海作為重要的航運通道，戰略地位重要，沿海各個國家出於自身利益，希望控制自己所主張擁有主權的部分島嶼及其專屬經濟區。因此，南海問題已有多年紛爭，沿海国家也曾多次在區域內爆發軍事衝突，而作為現代重要的航運通道及地緣政治的考慮，南海争端越來越受到國際社會的關注，2016年的南海仲裁案便是一例。
為減少衝突，中華人民共和國和東盟10國於2002年11月4日在柬埔寨金邊簽署南海各方行為宣言，作為各國在南海活動的準則。香格里拉對話是相關國家為解决該地區爭端和衝突的一個重要平臺。亞太安全合作理事會則是各國間為協調亞太地區的安全問題的另外一個重要平臺。

## 岛礁地图
图例：

 中華民國  1：太平岛  2：中洲礁 

 中华人民共和国  1：永暑礁 2：美济礁  3：渚碧礁  4：华阳礁  5：南薰礁  6：赤瓜礁  7：东门礁  8：杨信沙洲

 越南  1：南子礁  2：敦谦沙洲  3：鸿庥岛  4：景宏岛  5：南威岛  6：安波沙洲  7：染青沙洲  8：中礁  9：毕生礁  10：柏礁 
  11：西礁  12：日积礁  13：大现礁  14：无乜礁  15：东礁  16：六门礁  17：南华礁  18：舶兰礁  19：奈罗礁  20：鬼喊礁 
  21：琼礁  22：蓬勃堡  23：广雅滩  24：万安滩  25：西卫滩  26：李准滩  27：人骏滩  28：奥南暗沙  29：金盾暗沙

 菲律賓  1：费信岛  2：南钥沙洲  3：南钥岛  4：马欢岛  5：北子岛  6：中业岛  7：西月岛  8：司令礁  9：火艾礁  10：仁爱礁 

 马来西亚  1：弹丸礁  2：光星仔礁  3：光星礁  4：簸箕礁  5：榆亚暗沙  6：南海礁 

## 南海重要性

### 豐富資源
南海蘊藏着極豐富的天然資源，普遍推測南海地區至少蘊含7.7億桶已探知石油，總蘊藏量估計則高達280億桶，幾乎是沙烏地阿拉伯石油量的80%。美国能源信息署2013年估計，南海蘊藏大約110億桶石油。其中，天然氣可能是南海地區最豐富的資源之一，美國地質調查局在2010年對南海周邊地區的天然氣進行評估，約蘊含286兆立方公尺。
南海的捕魚權引起的衝突不亞於石油天然氣資源。據菲律賓環境與自然資源部門，南海海洋生態複雜性排名世界前三，並提供大約10%至12%的海洋漁業資源，全世界約55%的漁船都在此捕魚。

### 戰略地位重要
南海的戰略地位重要，是中國「海上一帶一路」的一環，也是國際航線的重要樞紐，據2017的估計，每年有價值3.37萬億美元的全球貿易會通過南海，佔全球海上貿易的三分之一，中國80%的能源進口和 39.5% 的中國貿易也會通過南海。日本與韓國90%以上的進口石油得由此區域進出，台灣更有高達98%的進口石油船隻得通過南海海域。
南海也是美國圍堵中國的重要一環，在軍事及經濟上支持其他沿海地區國家，以壓制中國日益強大的海軍在亞洲的勢力擴張，如果中國成功取代美國在西太平洋的權力，中國在南海的領土擴張將成為永久性，東南亞國家將不可避免地轉移從屬中國，澳大利亞及台灣將被孤立，日本和韓國被包圍，美國在亞洲的勢力及影響力將大幅退減，全球地緣政治將進入一個全新的時代，這是美國不能忍受的。

## 主權申索的立場

周邊國家與地區對南海的海權聲索

### 中華民國立場

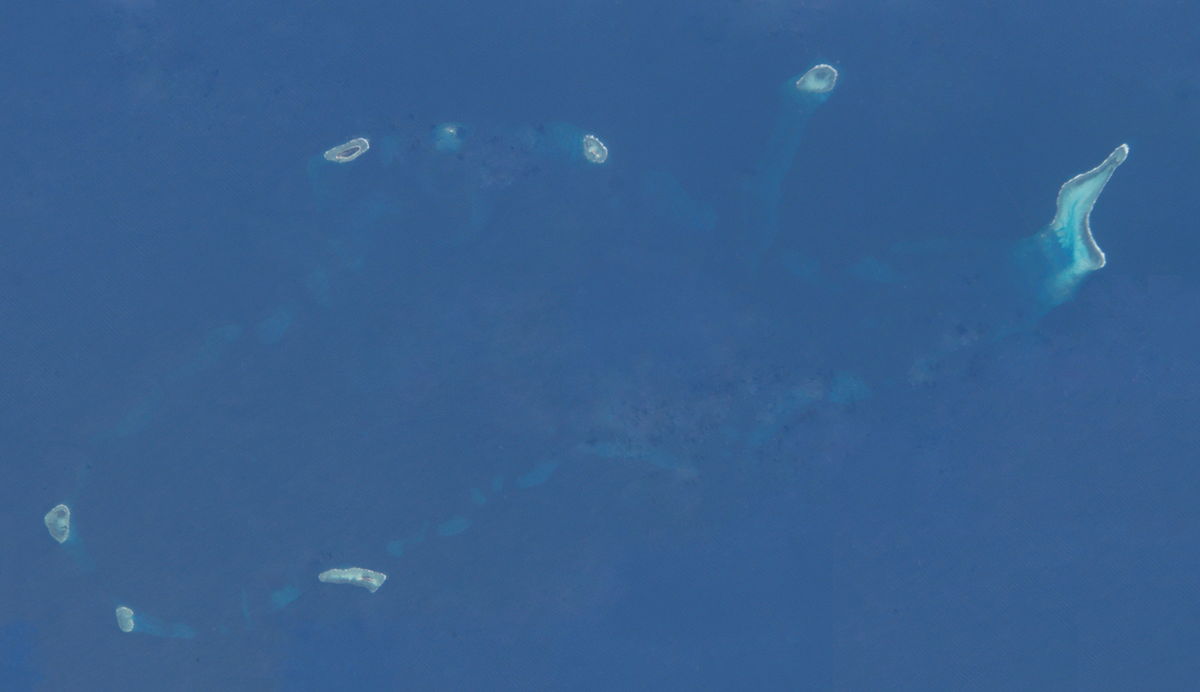
鄭和群礁

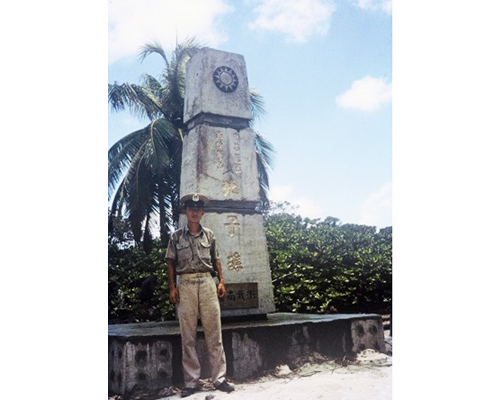
前海軍總司令苗永慶上將與北子礁國碑合影，北子島現為菲律賓控制

1946年10月5日，法國Chevreud號登陸南沙群島南威島和太平島，在島上建立石碑，當時中華民國政府抗議，並與法國原訂於該月及翌年1月4日談判，但因越南戰爭緊張而未舉行。1946年10月，中華民国政府決定派出「中業號」、「永興號」、「太平號」及「中建號」等四艘軍艦，由指揮官林遵和姚汝鈺率領南下，並有內政及陸海空各部代表隨往視察，會同海軍在廣州出發，前往西沙及南沙，當時美國並未表示意見，甚至派軍艦護航，之後長達30多年間美國民間販售的地圖上都將南海大量島嶼標註為中國領土。
2002年起的東協南海聲明，中華民國政府並未參與《南海各方行為宣言》，並拒絕承認《南海各方行為宣言》。
2015年後南海爭端較劇烈，中華民國政府（當時由中國國民黨執政）採取堅持十一段線與固有疆域立場，並對菲律賓南海仲裁案中將太平島定義為礁石的說法抗議，總統馬英九還於2016年登島宣示主權。

### 中华人民共和国立場
中華人民共和國認為南沙群岛历史上就是屬於中國领土。
其主張核心思想為中國既然能提出較高強度歷史證據，其他周邊國只有推論證據，甚至不可考。那麼中國便擁有對南海的「歷史權力」，而且兩場南海戰役皆是中方勝利，成功控制許多島嶼，是事實上的南海勢力。但中國願意與諸國用雙邊協商方式解決爭議，主張中方歷史主權，爭議解決前可以共同開發南海資源。

#### 申索論據

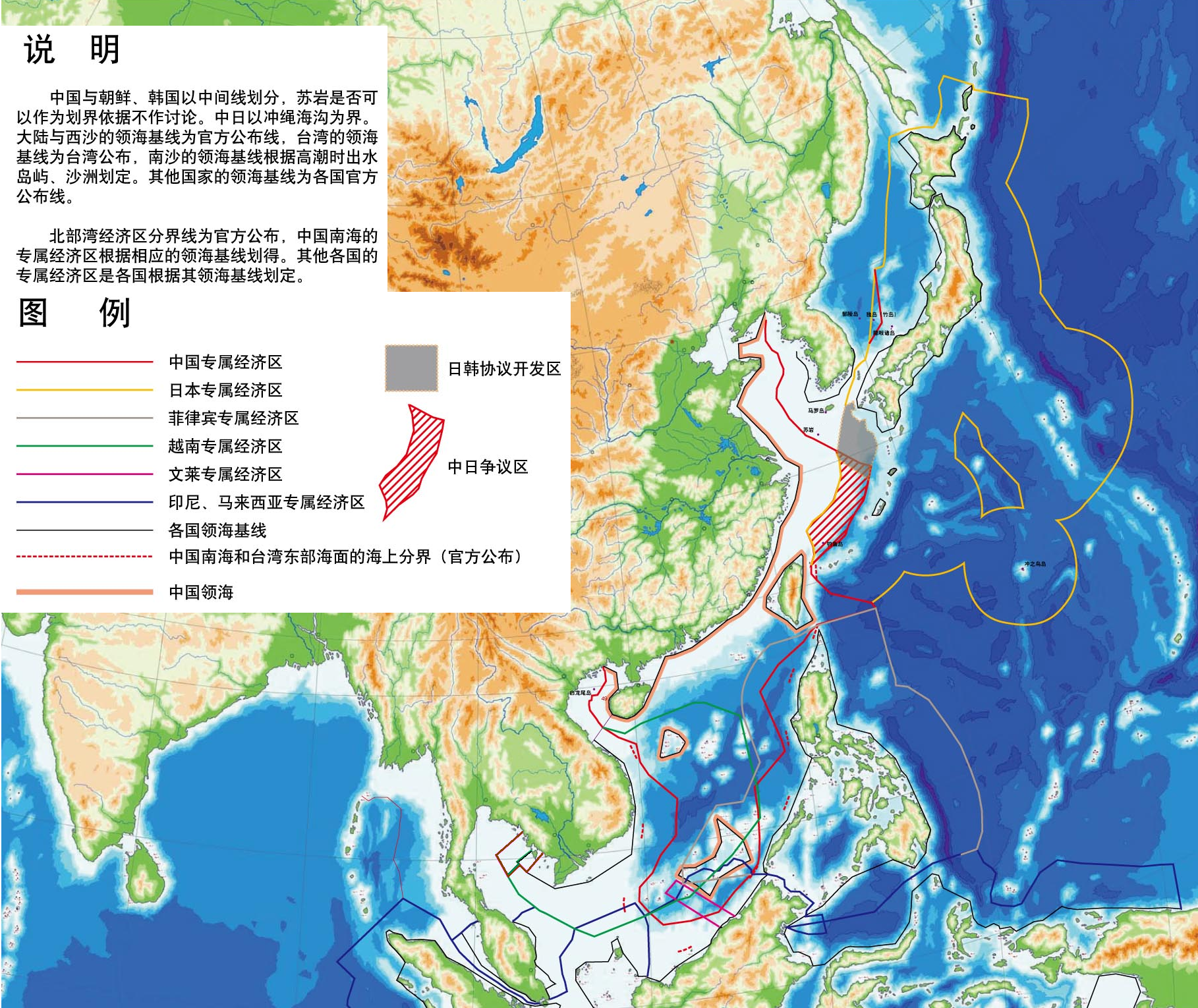
中華人民共和國宣稱根据《聯合國海洋法公約》中规定的新的领海基线

中華人民共和國立場本質上除了現代南海海戰的勝利外，並認為從歷史觀點看，利用超大深度的潛艇探索該地全部島嶼與大量水下沉船遺跡，已證明中國歷史上在當地活動的漫長歲月。對於南海主權之主張，最早可追朔至漢朝，班固的《漢書地理志》已有漢武帝派遣使臣從南海航行海外各國的記載。漢武帝元封元年（公元前110年）在海南設置珠崖﹑詹耳兩郡，開始管理南海疆域。南宋周去非著《嶺南代答》（1178年）中，對南海諸島也有詳細記載。
1279年郭守敬提案「四海測驗」的詳細紀錄就有南海諸多島嶼，選定的27個緯度測量點之一就有黃岩島，《元史》地理志和《元代疆域圖敘》記載元代疆域包括了南沙群島。明代《海南衛指揮僉事柴公墓志銘》亦表明南沙群島屬於明代版圖。至清時，清政府分別在《清直省分圖》、《大清萬年一統天下全圖》、《大清一統天下全圖》等重要地圖上，把南沙群島列入中國版圖。
明朝時期的《坤輿萬國全圖》則将中沙群岛及南沙群岛统称为万里长沙，清朝时期称為千里石塘，潭门镇渔民在该海域捕鱼历史悠久，有祖传的600年《更路簿》作為證據，記載著西沙和南沙絕大部分島礁的位置以及島礁之間的作業路線。所以，中華人民共和國認為南海是中國的「歷史水域」，包含長期的航海史證據。

#### 實際控制
中国大陆繼承了以前中華民國國民政府确立的十一段线区域，在相关岛屿保持和维护了早期民国时期建立的纪念碑和标示物。 1958年9月4日，中華人民共和國發表關於領海的聲明。同年9月14日，越南民主共和國（北越）政府主席范文同在給中華人民共和國總理周恩來的照會中表示：「越南民主共和國承認和贊同中華人民共和國政府一九五八年九月四日關於規定中國領海的聲明，越南民主共和國政府尊重這一決定」。
1974年，與越南共和國（南越）爆發西沙海戰，控制了西沙群島，行政上劃歸广东省管轄。1988年，與越南（越南社会主义共和國）在赤瓜礁海戰，控制了赤瓜礁等七個南沙島礁。1997年重申「南海」九段线及其內之所有島礁之主權。
隨美國重返亞太戰略對於南海加強爭議的策略，2012年，國務院批准設立地级海南省三沙市（意為西沙、中沙、南沙），行政机关驻扎在永兴岛，管轄南海各島嶼，但实际上仅实际控制其中部分岛屿。同時開始大規模填海造陸，南薰礁、赤瓜礁、華陽礁、東門礁、永暑礁、安達礁等擴建島嶼形成機場。

#### 其他言論
在70-80年代與东南亚国家建交时，為免军事冲突及緊張關係，鄧小平提出了「主權屬我、共同開發、擱置爭議」的觀點，指：南沙群岛是历史上中国固有的领土，但从双方友好关系出发，我们趋向于把这个问题先搁置一下，以后再提出双方都能接受的解决办法。
時任駐美大使崔天凱指︰南海实际上在上世纪60年代前不存在领土争议，南海诸岛是中国的领土。但从上世纪60或70年代开始，一些国家提出主权声索。

### 马来西亚立場
馬來西亞在1978年12月，在其公佈的大陸架地圖上將南沙群島的部分島礁和海域標在馬來西亞境內，宣示主權。

#### 申索論據
馬來西亞的主是張基於大陸架原則及《聯合國海洋法公約》界定的專屬經濟區定義。 馬來西亞指日本簽署《舊金山條約》時放棄了對這些島嶼的主權申索，因此這些島嶼是無主島，而這些島嶼在其200英里的專屬經濟區，因此有權申索。

#### 實際控制
目前，馬來西亞實質控制南沙群島5個島礁，分別是安渡灘、簸箕礁、榆亞暗沙、南海礁及彈丸礁。

#### 其他言論与反应
马来西亚外交部于2017年首次向中華人民共和國提出抗议，并在2018年至2020年间向中華人民共和國发出了5份抗议书。2020年，马来西亚总审计司公布东马海域执法报告，并首次揭露中国执法船只和军舰自2016年至2019年间，总共89次非法进入沙巴与砂拉越西部海域。分别是中国人民武装警察部队海警总队在2016年19次、2017年24次、2018年17次和2019年12次，总数72次；中国人民解放军海军进入大马海域的次数分别是2017年1次、2018年9次和2019年12次，总数22次，多数集中在巴丁宜阿里浅滩。
2019年11月3日在泰国曼谷出席第35届东盟峰会後於記者會上马来西亚首相马哈迪·莫哈末表示會議表示，「南海问题不在东盟，问题是和中国交恶的国家」，同時表示目前中方和東盟已經達成協商處理爭端不使用武力的共識。
2020年10月4日，马来西亚外交部抗议中国军方所属的海洋调查船只侵入沙巴纳闽经济水域。马来西亚外交部随即召见中国驻马大使，以表明反对中国船舰，包括调查船进入沙巴和砂拉越海岸外的专属经济区的立场。2021年6月1日，马来西亚外交部对中国16架军机闯入大马海事辖区一事，提出外交抗议（Diplomatic protest），并召见中国驻马大使要求解释。

### 菲律賓立場

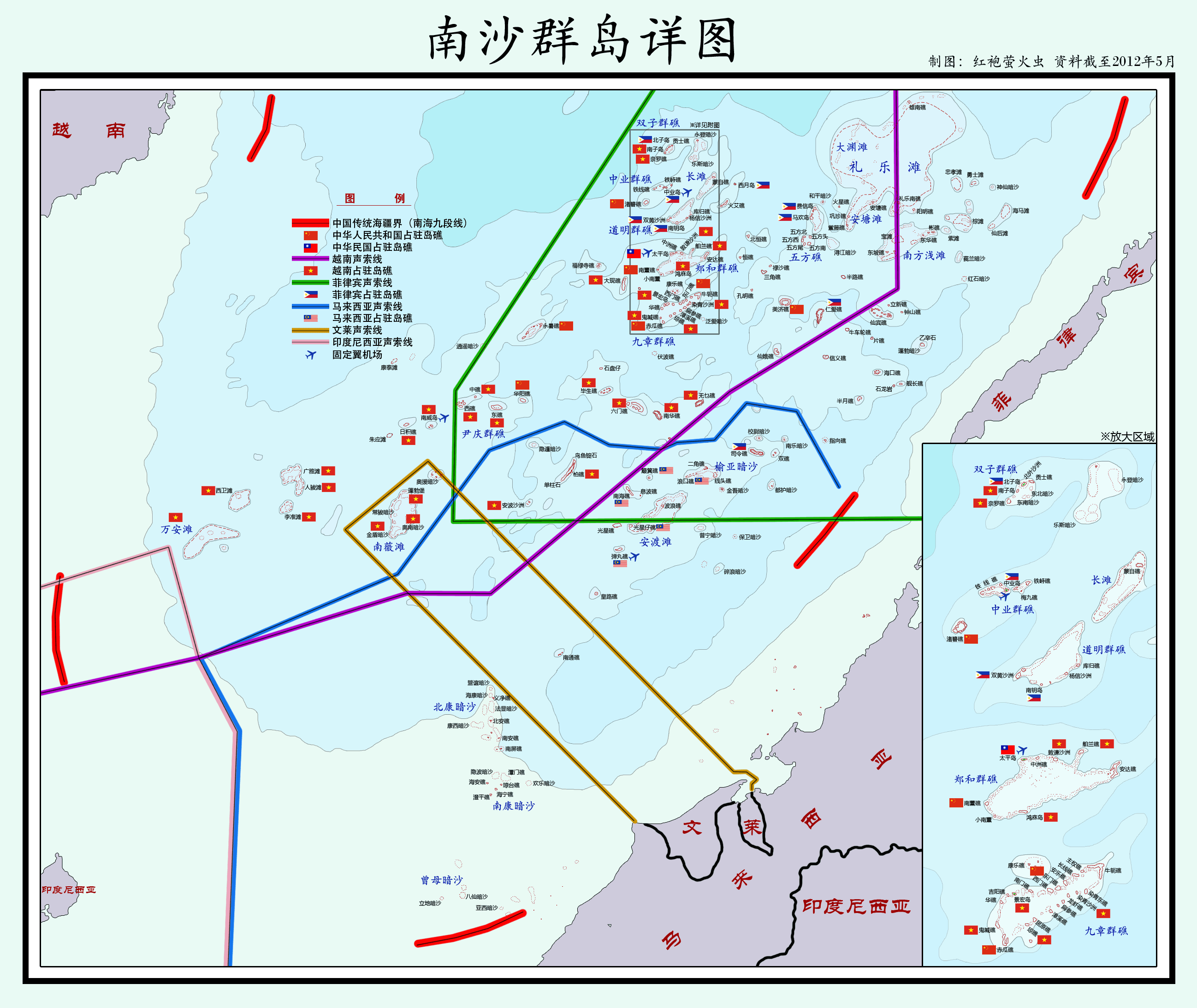
南沙群島2012年形勢圖，標出各國聲索線、駐軍之島礁及固定翼機場。

美國與西班牙1898年簽訂的巴黎條約和1900年簽訂的華盛頓條約曾明確規定了菲律賓的領土範圍，但並未包括南沙群島。 1953年菲律賓憲法、1951年菲美軍事同盟條約等也對此作了進一步確認。1955年在馬尼拉召開的國際民航組織太平洋地區航空會議通過的第24號決議，要求臺灣當局在南沙群島加強氣象觀測，會上沒有任何一個代表對此提出異議或保留。70年代以前沒有任何法律文件或領導人講話提及本國領土範圍包括南沙群島。
菲律賓為美國的聯盟關係，對於《南海各方行為宣言》表面依然採支持立場，但單方動作較頻繁與劇烈表示出抗衡中國大陸的立場，早在1956年3月1日，菲律賓民間創辦的菲律賓海事學院校長托馬斯·克洛馬為首帶領40人組成探險隊，從馬尼拉出發前往南沙群島海域探險，並登上了北子礁、南子礁、中業島、南鑰島、西月島、太平島、敦謙沙洲、鴻庥島、南威島等9個主要島嶼。其聲索的當時這些島為無人島，自己首先發現的立場，在國際普遍不承認。但其地理位置讓菲律賓依然有南海相關國的身分能參與相關事務的發言與爭議。
2012年發生黄岩岛主权问题，菲律賓總統艾奎諾三世於9月12日頒布第29號行政命令，正式將南海命名為「西菲律賓海」。此行政命令已於2012年9月5日簽訂完成。其立場與美國親近，支持美軍等域外國家參與南海爭端，避免自己孤軍奮戰的策略。然而杜特蒂總統上台後採取了全面相反的態度，認為與中國大陸交好是菲經濟改善的唯一希望，同時對西方指責其反毒政策的態度感到憤恨，將戰爭邊緣的南海問題突然降格成「漁業糾紛」。其訪華與習近平會商後，雙方態度大幅降溫，菲漁船也能回到黃岩島捕魚，菲律賓達成了不再挑戰中國主權的立場，一切態勢回歸爭議前原點。
2016年中旬杜特蒂總統上台後推行親中路線，政策出現大幅調整，表示不願意與中國開戰，他說「你還要我開戰？我們只有兩架飛機，美國給的，沒有其他武器。」他還說美國給的這兩架飛機，其機翼下沒裝導彈和火箭，「在我們面前的是三千架解放軍的戰機。」同時他拒絕以後再與美軍舉辦聯合軍事演習，杜特蒂說，跟美國一起演習，「我們就會完美？甚麼完美？是完美的送死機會。」。2018年中旬中美貿易戰升溫後美國再次挑動南海，杜特蒂再次聲明「向中國在南海硬碰硬，等於是下令要我的軍警集體去自殺，你認為他們會聽我命令嗎，所以只有兩種結局就是我們國家遭大難，不然就是軍警叛變把我推翻」如果自己是將軍，上級命令他與他下屬去南海送死，「那我會跟他說去你的（fuck you），為什麼我要這做?」同時表示他在第一次見中國國家主席習近平時已經當面表達過，菲律賓是濱臨國在南海也有權益，而且既有開挖石油的區域將繼續，已經適當維持過自己一方立場，他不明白一些國內親美派要求所謂的強硬是想做到怎樣。
訪中期間，杜特蒂力求中國對菲律賓的經濟援助，「現在我們經濟拮据，我們需要人們來幫助我們發展，貫徹所有的領域。我覺得，有了中國的幫助，菲律賓可以在內陸的現代生活方面取得發展。」他說：「菲律賓在經濟上唯一的希望，實話實說，那就是中國。」甚至誇張地說若中國不助菲律賓，「我們也會進步，但是可能需要一千年之久。」「如果發生了戰爭，堅持一片水域的所有權還有甚麼用呢？這並不能帶來繁榮，而是愚蠢。」
2019年7月9日杜特尔特重語批美，認為美國若想與中國開戰別只會搞一些「隱晦小動作與口頭遊戲」，請美國「先把第七艦隊全部調集，且先開第一槍，到時美菲防衛條約他一定啟動跟著美國一起送死」數天前並指责美国怂恿菲律宾对抗中国，是把菲律宾人当“诱饵”。同時話鋒一轉向菲內部親美派首腦，前政府的外交部長、大法官、監察官三人喊話，鼓勵他們進入政府重新任職並給予他們外交特使身分，要他們前往斡旋讓美國與中國開戰，而且開打後這三人第一波上戰場，全體菲律賓人跟在你們後面，調侃這三人凡事只敢說不敢做。
2020年9月23日，杜特尔特在联合国大会上通过视频发言强调，南海仲裁结果已经是国际法的一部分，菲律宾不会与中国妥协，菲律宾“坚决反对任何削弱它的企图”。他也欢迎越来越多的国家支持这一裁决。
2020年10月16日，菲律賓政府決定恢復2014年喊停的其在南海爭議海域探勘石油與天然氣活動，並聲稱菲律賓寄希望此舉可能會加速與北京針對共同探勘能源方案的談判。中国外交部发言人赵立坚则在例行记者会上表示，中菲两国已就在南海开展油气资源共同开发达成共识，并建立了相关磋商合作机制。
2021年4月26日，菲律宾外交部战略沟通与研究办公室（DFA）向广播电视公司ABS-CBN记者表示，菲律宾在杜特尔特的执政下，已经对中国进行了78次的外交抗议。菲律宾外交部告诉媒体称，在上周，菲方对中国在菲律宾水域的非法和持久存在提出了两项新的外交抗议，誓言将继续采取外交行动，直到中国的船只离开菲方专属经济区（EEZ）为止。DFA表示，「中国船只持续蜂拥而至，构成威胁，造成了不稳定的气氛，中国公然无视为促进西菲律宾海地区和平与稳定所作的承诺。」
2021年5月3日，菲律賓外交部抗議中國海警和漁船於爭議水域活動，外交部長洛欽 (Teodoro Locsin) 在Twitter更發貼文，以粗口要求中國船隻「滾出去」 (GET THE FUCK OUT)。
2021年5月10日，菲律賓總統杜特爾特發表電視演說，表示不會因為獲得中國提供的新型冠狀病毒肺炎疫苗而在南海問題上妥協。同日，菲律賓軍方總司令索貝哈納表示，會要求總統杜特爾特調撥資源，在中業島興建物流樞紐及安裝監視器，維持菲律賓在南海的巡視活動，目標是把中國的海上民兵和船隻，趕離菲律賓的專屬經濟區。
2024年11月8日，菲律宾总统小费迪南德·马科斯签署《菲律宾海事区法》和《菲律宾群岛航道法》两项具有里程碑意义的法案，正式将菲律宾海洋领域的全部范围定义为专属经济区和大陆架的一部分，并明确海域的法律权力和建立海上和空中航线以加强其领土主权。第一项法律《菲律宾海洋区法案》根据《联合国海洋法公约》正式划定了菲律宾的海洋区，该法案定义菲律宾海洋领域的全部范围，并明确对这些水域的法律权力。第二项法律《菲律宾群岛海道法》，为外国船只（包括民用和军用船只）指定通过菲律宾水域的特定海道和空中航线。该法律符合《联合国海洋法公约》和《芝加哥国际民用航空公约》，旨在促进安全、畅通无阻的通行，同时维护菲律宾对其海域的主权。

### 越南立場

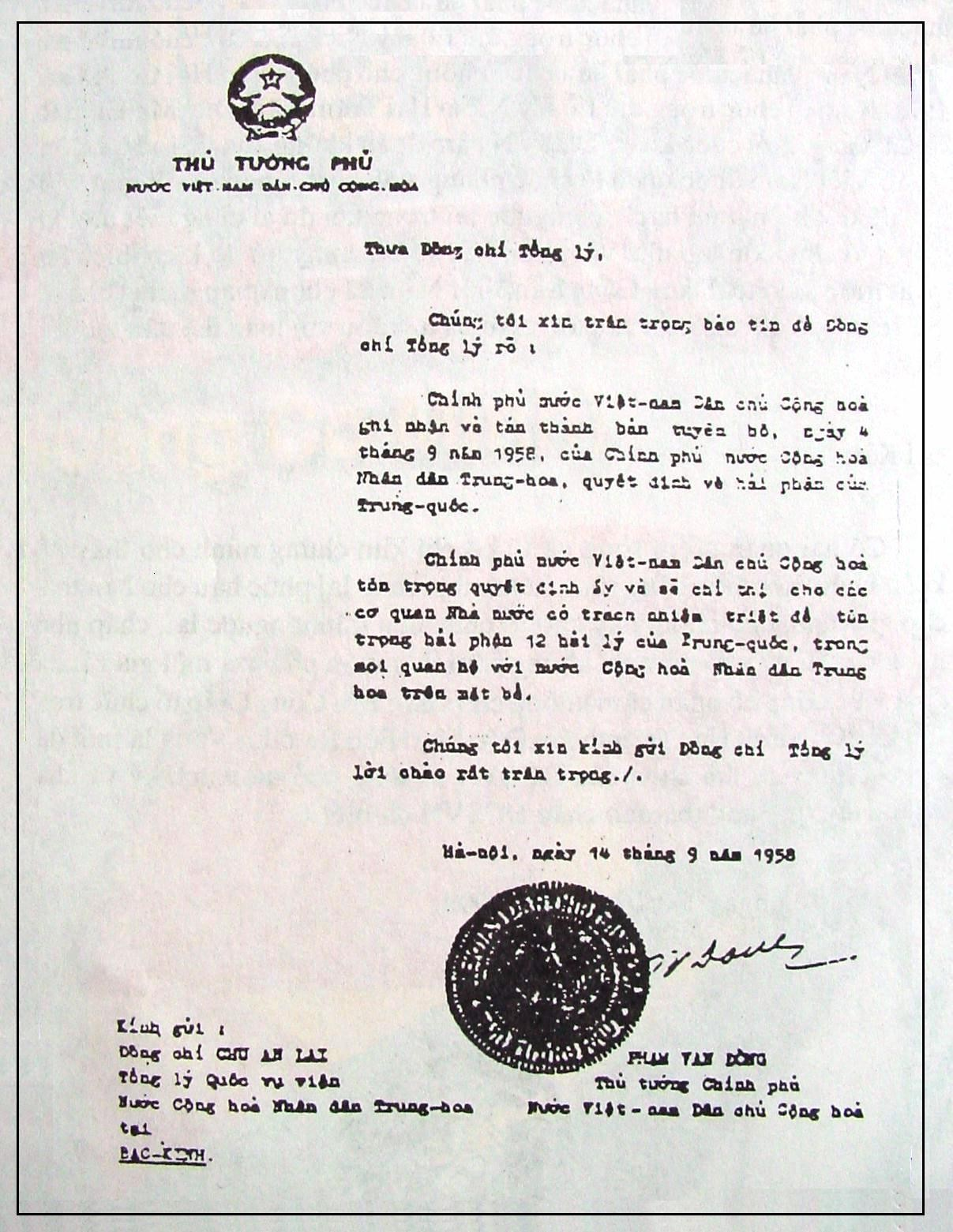
1958年北越总理范文同给中华人民共和国国务院总理周恩来的亲笔信

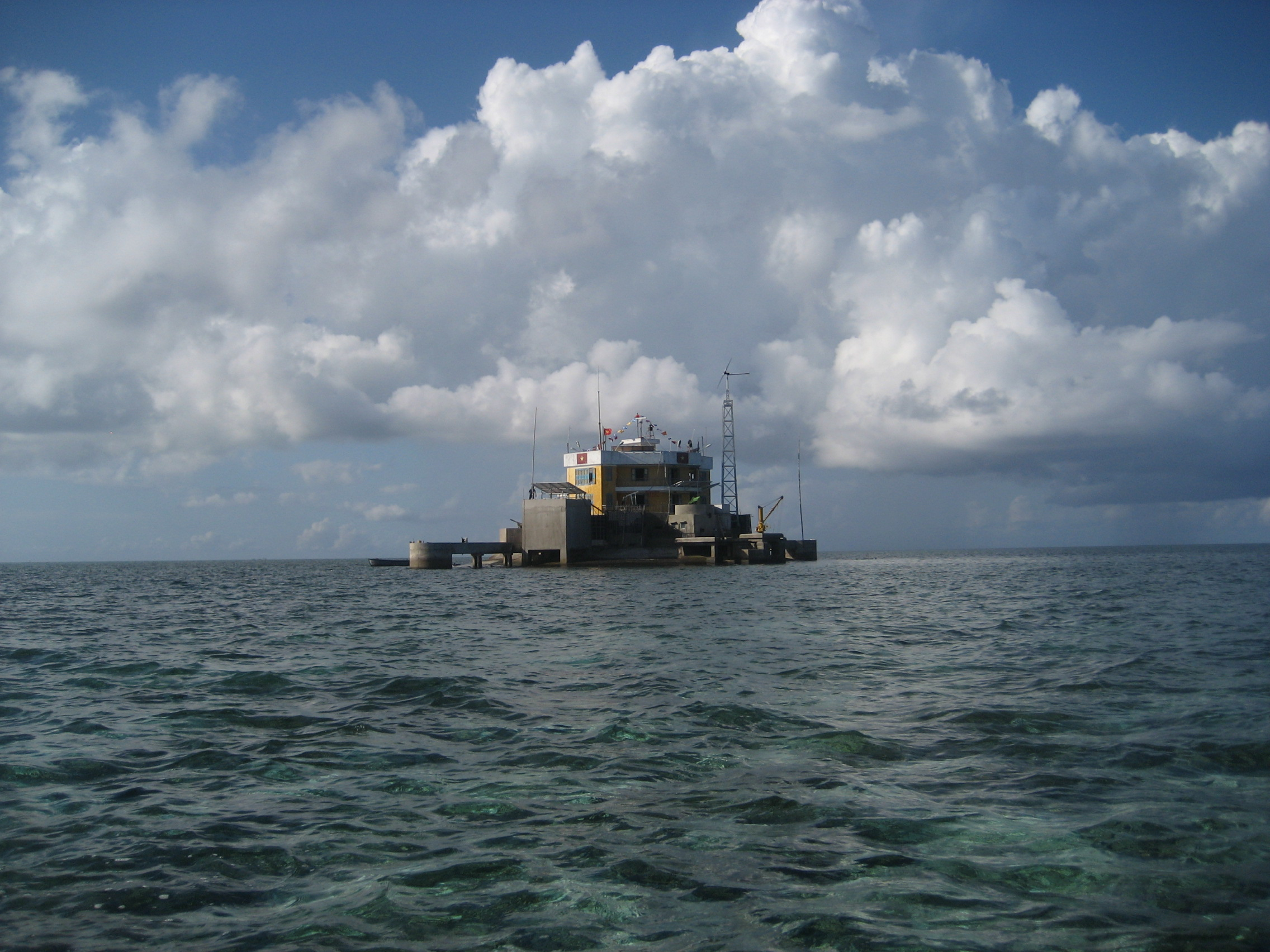
鬼喊礁的越南設施

北越在1975年4月攻佔南越首都而統一全國以前，曾經明確承認中國對南中国海包括南沙群島的領土主權。1958年，北越总理范文同给中华人民共和国国务院总理周恩来的亲笔信中明确表达了这一立场。对此，越南学者阮文景辩称，此封外交信函只是行政机关发布的一份文件，领土问题必须由代表民意的立法机关（即越南国会）处理。
| 越南语 | 中文 |
| --- | --- |
| Thưa Đồng chí Tổng lý, Chúng tôi xin trân trọng báo tin để Đồng chí Tổng lý rõ: Chính phủ nước Việt Nam Dân chủ Cộng hòa ghi nhận và tán thành bản tuyên bố, ngày 4 tháng 9 năm 1958, của Chính phủ nước Cộng hoà Nhân dân Trung Hoa, quyết định về hải phận của Trung Quốc. Chính phủ nước Việt Nam Dân chủ Cộng hòa tôn trọng quyết định ấy và sẽ chỉ thị cho các cơ quan Nhà nước có trách nhiệm triệt để tôn trọng hải phận 12 hải lý của Trung Quốc trong mọi quan hệ với nước Cộng hoà Nhân dân Trung Hoa trên mặt biển. Chúng tôi xin kính gửi Đồng chí Tổng lý lời chào rất trân trọng. | 亲爱的总理同志， 我们谨此通知总理同志: 越南民主共和国政府承认并支持中华人民共和国政府在1958年9月4日关于中国领海决定的声明。 越南民主共和国政府尊重这一决定，并将指示其国家机构在与中华人民共和国的所有海上关系中绝对尊重中国12海里的领海宽度。 我们谨向总理同志致以崇高的问候。 |

但其後认为其以歷史的及大陸棚的理論而擁有南中国海全部及其內之島嶼，其歷史的理由是法國於1930年曾表示擁有全部斯普拉特利群岛（南沙群岛）的主權。越南目前控制了大部份南沙島礁，並宣稱對於在1974年與中華人民共和国的海戰中所被中国占领的西沙群岛擁有主權。
越南媒體網站（vietnamnet.vn）2012年9月12日報導，越南教育部和胡志明共青團日前簽署「2012-2013學年度合作計劃備忘錄」，將加強提供學生南海（越稱東海）有關訊息。
2014年5月26日，越南政府在官方網站發表聲明，表示大約40艘中國漁船在越南專屬經濟區內包圍了越南多艘漁船，並撞沉一隻越南漁船。越南外交部抗議中國船隻衝撞越南船隻，並在現場使用水炮，造成越方人員受傷，重申中國鑽井平台勘探位置是在越南的200海里專屬經濟區和大陸架範圍內。越南媒體表示，與中國發生衝突的越南漁船「DNa90152」來自峴港，在“越南專屬經濟區”內遭到40艘中國漁船包圍，中國漁船「11209」號船突然撞向有10名船員的越方漁船，越南漁船隨後沉沒，附近的越南漁船救起了10名船員。
越南經濟較大程度依賴南海的石油井，所以其態度強弱與油價有相關聯度，同時越南經濟與中國大陸有較大連動，兩邊人口往來也密切，同時都是意識形態相近的共產黨執政，在國際事務上有所互依，因此形成一種多格局利害平衡的博弈。
2020年9月，受到南海紧张局势加剧，越南外交部长范平明在东盟会议上表示，国际法和多边机构目前正受到巨大的挑战，对此欢迎美国为东盟对维护南海的和平、稳定与发展所作出的积极贡献。他也指出，东南亚国家对与美国在东南亚区域进行务实合作的机会，持开放态度。他提到，越南、菲律宾、汶莱和马来西亚与中国在南中国海的岛礁主权争端，影响了这4国在近海地区捕鱼和开发资源作业。
2024年7月17日，越南向聯合國提交關於東海（中方称“南海”）中部地區延伸大陸架界限的呈件。該國要求將大陸架從其領海的相關基線延伸到目前200海里之外，並重申了越南對黃沙群島（中方稱“西沙群島”）及長沙群島（中方稱“南沙群島”）的主權，認為符合國際法。 

### 立場
南通礁是汶萊唯一在南海提出主權聲索的島礁。馬來西亞在島上建造了一座燈塔，但已經不再運作。汶萊聲明擁有大陸棚附近之經濟海域。

### 印度尼西亞立場
沒有島嶼之爭執，但大陸棚經濟海域伸入中華人民共和國所定的南海九段線內，包括其天然氣油田。
印尼納土納群島（英文：Natuna Islands、印尼：Kepulauan Natuna）周邊專屬經濟海域與中國主張的「九段線」部分重疊，印尼主張納土納群島的主權實屬於印尼，中華人民共和國沒有任何異議，並於2017年7月14日將與中華人民共和國海洋權益重疊區域正名為「北納土納海」（英語：North Natuna Sea）。
印尼在2016年12月21日與日本建立「日本印尼海洋論壇」後，並於2017年1月達成「支援印尼離島開發與水產業振興」合作共識，印尼將與日本合作海上防衛以及基礎建設。

## 其他相關國家立場

### 美国立場
美國戰後一直承認中華民國對南沙群島的主權。1960年12月21日，美軍加州29工兵營去信中華民國國防部，要求前往南海北子礁景洪島、南威島測量。有學者稱「1956年美軍雷納德上將寫信給當年的中華民國副總統陳誠，希望台灣能放棄主權，不過陳誠不從。」
直至2010年後美國重返亞太戰略已逐漸啟動，美國才認為南海大量島礁都僅是礁石，中國與其他國家都沒有主權資格，而歷史海域權力必須以協商解決，並傾向由某個國際機構來仲裁，同時認為南海絕大比例皆僅是無主權的國際海域, 具有國際航行自由權且反對任何軍事化。2015年後開始派遣一些軍艦進入中華人民共和國控制的島嶼的12海浬內示威，然而美軍為了降低衝突可能性，關閉雷達，武器也加以外罩，符合國際無害通過領海的規定，平安通過。

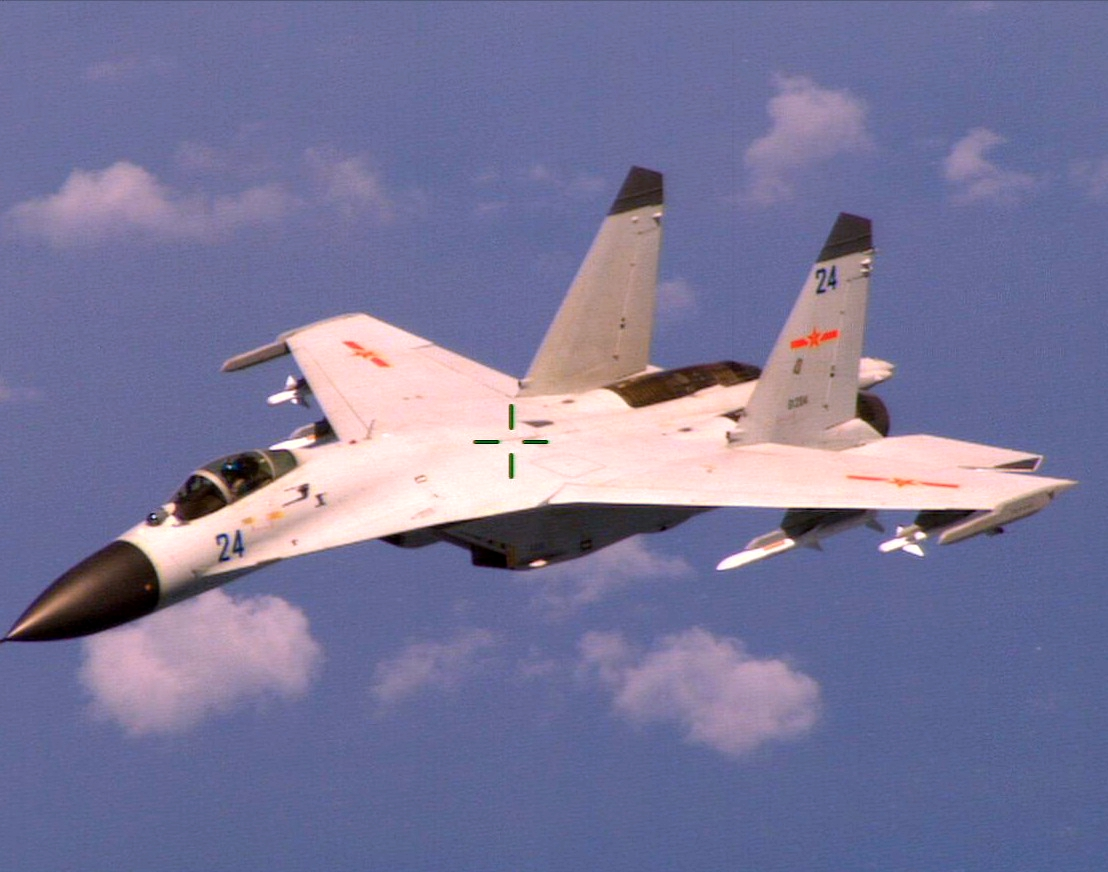
P-8A海神偵察機拍攝的J-11，美曾多次指控解放軍不規範操作，影響飛機的正常通過，中方則指為美挑釁在先，並斥責其散布謠言，後來美軍釋出幾段在國際空域的錄像，並指飛行員駕機逼迫失誤頻率是近年才增高。

中華人民共和國認為美國是遙遠的域外國也不簽署海洋法公約，所以對於南海事務沒有任何發言權和角色，軍艦活動是侵略領海。2016年2月中旬，美國國務院記者會上美聯社記者質疑美國遠程派軍艦去南海是否也是南海軍事化的肇因者，未獲得政府正面回答。
2017年中國農曆新年前夕，美國川普政府國務卿與白宮發言人表態，聲稱南海所有島嶼是「國際領土」必須阻止中華人民共和國佔領。隨後中共中央罕見表態採取外交部發言人陸慷接受美國媒體全英語訪談表明，南海上沒有所謂國際領土只有中華人民共和国領土，且美國不是南海周邊國對所有主權爭議基本上沒有說話資格。隨後央視相關節目與報導表明立場：國際法與外交慣例上根本沒有「國際領土」一詞，而是不知何人在這幾天新創，"領土"一詞本質帶有主權性質如何冠上“國際”，實為荒謬的外行人講外行話。
2018年5月23日美國國防部正式聲明今年環太平洋軍事演習會將原有邀請的中華人民共和國去除，理由是中華人民共和國在南海爭議上的軍事擴張造成區域局勢不穩。對此中華人民共和國表示此舉無助中美關係，並仍堅持認為南海為中華人民共和國領土, 他們的作為美國無權說三道四。5月27日，美軍希金斯號驅逐艦與安提頓號巡洋艦駛入西沙群岛邊界執行航行自由任務，令中華人民共和國外交部和其國防部表示不滿。6月1日，美國参谋首長聯席會議主管麥肯錫（Kenneth McKenzie）在被記者問及美國若要“毀除”（blow apart）中華人民共和國在南海的人造島，究竟需具備多少戰力時，其回答道：「我只能告訴各位，美軍在西太平洋奪下小島的經驗相當豐富。」
2020年7月13日，美國國務卿蓬佩奥表示中華人民共和國在南海的領土聲索“完全不合法”，这是美國首次否認中華人民共和國在南海“九段線”的主張。
2020年8月26日，美國将24家中華人民共和國公司列入黑名單，並對部份人員實施簽證限制。美國聲稱這些公司和個人参與了南海争議島礁的建設和軍事行動。
2021年3月16日，美國與日本發表聯合聲明，重申反對中華人民共和國在南海的非法海事聲索和活動，並重申2016年7月根據1982年《海洋法公約》所做出的、有關菲律賓和中華人民共和國間的南海仲裁案的判決為最終判決，且對事方皆具法律約束力。
2021年4月17日，美日首腦會談後，美國與日本再發表聯合聲明，不承認並強烈反對中華人民共和國在南海違反國際法的非法海洋權益主張。美日兩國支持並保證於南海具有航行與飛越的自由，確認美日兩國在南中海擁有強烈的共同利益。
2022年1月12日，美国国务院发布中国在南海主张的研究报告，总结中国在南海的大部分主权主张既不符合国际法，也不享有历史权利。美国国务院依据长期研究国际法律和国家海洋界限系列中的第150篇，得出的结论是，自2014年以来，中国在南海提出模糊「虚线」的基础上，宣称对南海的大片区域以及其所称的「内水」和「外围群岛」拥有权利，这些都不符合1982年《海洋法公约》所反映的国际法，再次呼吁中国遵守国际仲裁庭在2016年7月12日关于南海仲裁案中的裁决，并停止其在南海的非法和胁迫性活动。

### 日本立場
第二次世界大戰期間，日本曾佔領了南海，將南沙群島改稱新南群島。後根據《開羅宣言》和《波茨坦公告》及其他國際文件，日本放棄南海海島嶼的主權主張，還包括南沙群島。1952年中華民國政府和日本政府簽訂的《中日和約》中，日本放棄西沙群島和南沙群島的全部主權。日本1952年由外務大臣岡崎勝男推薦出版的《標準世界地圖集》、以及1962年由外務大臣大平正芳推薦出版的《世界新地圖集》以及1979年日本共同社出版的《世界年鑑》都將南沙群島標記為中華民國領土。
進入二十一世紀後，日本開始在東海與南海採行強硬的做法藉以抗衡中華人民共和國崛起。2016年南海仲裁案後，數次與美國發表聯合聲明，要求中國遵守國際法與仲裁結果

### 印度立場
印度是亞洲的重要國家之一，與中國的關係一般，南海問題也會影響自己利益的部署。因為立場上傾向東盟，表示南海是「全球公域的一部分」印度支持這些國際水道的航行和飛越自由以及不受阻礙的合法貿易，確保行為符合國際法，特別是《聯合國海洋法公約》。

### 新加坡立場
新加坡並不是南海的主權申索國，並因地緣政治及位處東盟各大南海申索國之間，取態受到多方關注。新加坡多次重申其在南海爭端中會保持中立、不會選邊站，但同時希望各方保持理性及和平解決紛爭。不過許多新聞媒體分析 -例如BBC- 指新加坡似乎傾向東盟立場，這也許是因其處身東盟各大強鄰之間。倘若在這問題上不站在東盟立場上，將受到東盟國家的排擠，危及本身的生存。
2016年8月，新加坡總理李顯龍表示，南海仲裁“強而有力”，海牙仲裁庭的裁決對各國的主權聲索做出了『強而有力的定義』，新加坡必然希望各國都能尊重國際法，接受仲裁結果。對此，中華人民共和國外交部發言人華春瑩回應，中方已就南海仲裁案表明裁決「非法、無效、沒有約束力」，並表示希望新加坡切實尊重中方立場及秉持客觀公正立場。

### 立場
作為美國在亞太地區的重要盟友，澳洲多年內都沒有言明其在南海議題中的立場，這是因為希望與中華人民共和國維持友好的關係，但自2018年起中澳關係轉壞，澳洲開始公開支持美國的立場，並2020年向聯合國提交了一份聲明，反對中國在南海的主張，指其主張與《聯合國海洋法公約》牴觸，並鼓勵聲索方和平解決爭端。

### 欧盟立場
2021年4月24日，歐盟指責中華人民共和國危害南海和平，堅決反對破壞地區穩定的單方面行動，敦促各方遵守2016年仲裁法庭的裁決。歐盟又發布了新政策，增強其在印度-太平洋地區的影響力，以對抗中華人民共和國崛起的勢頭。2021年，西班牙派遣風帆戰艦「德‧埃爾卡諾號」（Juan Sebastián de Elcano）前往亞太參演
，加上歐洲各艦今年亞太之行，試圖牽制中華人民共和國。
2020年9月2日，德國聯邦內閣通過「印太政策準則」，強調印度洋和南海自由航行的重要性，德國計畫派遣海軍到南海以捍衛德國的利益。德國外長海科·馬斯強調，「印太地區將成為德國外交的優先選項」。而2021年的德軍最後派出的只有小型的老式護衛艦，甚至還打算停靠港口「訪問中華人民共和國」，中華人民共和國經考慮良久後予以婉拒，《法蘭克福匯報》指出，在巡航印太時不尋求航經爭議海域，竟然還想到上海港去做客，該等行為實令美國等盟友感到疑慮。不過中華人民共和國最终回信德國，決定謝絕該軍艦的停泊，此點已經說明且強調希望有關國家需具互信為前提條件，故最終令德國未能如願前往。

## 2002年南海各方行為宣言
中華人民共和國和東盟10國於2002年11月4日在柬埔寨金邊簽署南海各方行為宣言，共十款：
1. 各方重申以《聯合國憲章》宗旨和原則、1982年《聯合國海洋法公約》、《東南亞友好合作條約》、和平共處五項原則以及其它公認的國際法原則作為處理國家間關係的基本准則。
2. 各方承諾根据上述原則，在平等和相互尊重的基礎上，探討建立信任的途徑。
3. 各方重申尊重并承諾，包括1982年《聯合國海洋法公約》在內的公認的國際法原則所規定的在南海的航行及飛越自由。
4. 有關各方承諾根据公認的國際法原則，包括1982年《聯合國海洋法公約》，由直接有關的主權國家通過友好磋商和談判，以和平方式解決它們的領土和管轄權爭議，而不訴諸武力或以武力相威脅。
5. 各方承諾保持自我克制，不采取使爭議复雜化、擴大化和影響和平与穩定的行動，包括不在現無人居住的島、礁、灘、沙或其它自然构造上采取居住的行動，并以建設性的方式處理它們的分歧。在和平解決它們的領土和管轄權爭議之前，有關各方承諾本著合作与諒解的精神，努力尋求各种途徑建立相互信任
6. 有關各方愿通過各方同意的模式，就有關問題繼續進行磋商和對話，包括對遵守本宣言問題舉行定期磋商，以增進睦鄰友好關係和提高透明度，創造和諧、相互理解与合作，推動以和平方式解決彼此間爭議。
7. 各方承諾尊重本宣言的條款并采取与宣言相一致的行動。
8. 各方鼓勵其他國家尊重本宣言所包含的原則。
9. 有關各方重申制定南海行為准則將進一步促進本地區和平与穩定，并同意在各方協商一致的基礎上，朝最終達成該目標而努力。

注：同時主張擁有南海主權的中華民國政府並未參與《南海各方行為宣言》，並拒絕承認《南海各方行為宣言》。
2011年7月20日再於印尼巴里島落實指導方針草案，但仍未解決各國南海主權爭議。

## 2016年南海仲裁案
2013年，菲律賓提出南海仲裁案，要求仲裁中華人民共和國的九段线主张和海洋执法活动違反联合国海洋法公约。仲裁與協商程序不同，常設仲裁法庭與國際法庭的法律權力不同。2016年7月，由菲律宾单方面认可付费的仲裁庭5名仲裁员在中華人民共和國不同意仲裁情況下裁定：在《联合国海洋法公约》下中国对南中国海自然资源不享有基于“九段线”的历史性权利。國際法院（ICJ）公告希望媒體和公眾注意，南海仲裁案（菲律賓共和國與中華人民共和國）裁決結果由常設仲裁法院（PCA）提供秘書服務下的一個特別仲裁庭做出，與國際法院無關。仲裁庭还认定中華人民共和國在南中国海的填海造陆“给环境造成了不可挽回的损失”，并要求中華人民共和國政府停止在南中国海的“活动”。東盟和美國對此表示歡迎，但中華人民共和國和中華民國則不承認該案。

## 歷史紀錄
1946年法國登陸南沙群島開始引起主權爭議。自從大量勘探海底石油天然氣資源以後，圍繞南海海域及島嶼的主權爭議一直被視為亞洲最具潛在危險性的衝突點之一。中華人民共和國與越南兩方均聲稱擁有該群島完整的主權，馬來西亞、菲律賓則宣稱擁有部分島嶼的主權，文萊與印度尼西亞則是宣稱擁有此區海域的主權，進而間接包含了南沙群島部分區域。
公元前111年，漢武帝平定南越之戰後，在海南島設儋耳、朱崖兩郡，轄南海諸島，並派水師巡視西沙。東漢楊孚《異物志》有「漲海崎頭，水淺而多磁石」的記載。這裡的「漲海」是當時中國對南海的稱呼，「崎頭」則是當時對島、礁、沙、灘的稱呼。
三國東吳將領康泰所著《扶南傳》不僅提到了南沙群島，而且對其形態描述道：「漲海中，到珊瑚洲，洲底有盤古，珊瑚生其上也。」另外三国时的《南国异物志》有南沙群岛的记载。南朝時，朝廷仍派出舟師巡視南海。
唐宋年間，許多歷史地理著作將西沙和南沙群島相繼命名為「九乳螺洲」、「石塘」、「長沙」、「千里石塘」、「千里長沙」、「萬里石塘」、「萬里長沙」等。宋元明清四代，以「石塘」、「長沙」為名記述南海諸島的書籍多達上百種。
唐穆宗時明令嶺南節度使管轄的範圍包括南海諸島。宋代趙汝適所著《諸蕃志》記載,唐貞元二年（公元789年），當時被稱為「千里長沙」、「萬里石塘」的南海諸島即隸屬於海南四州軍。《舊唐書•地理志》記載，振州（今海南三亞）疆域「西南至大海千里」，西沙群島包括在內。
《瓊州府志》記載，宋仁宗慶曆年間，將西沙群島列為廣南水軍的巡海範圍之內。宋代官修兵書《武經總要》記載，公元971年宋太祖建立巡海水師，對南海實施巡管，由此中國政府將南海海域納入到海防範圍。大約成書於1203至1208年的地方志書《瓊管志》記載南海諸島隸屬於廣南西路瓊管安撫都監吉陽軍的管轄範圍，這標誌著中國政府最晚從唐宋時期起，已將南海諸島納入版圖，並明確了行政轄治。
元代，對南海諸島地理位置的記載更為詳細。汪大淵所著《島夷志略》中有「萬里石塘，由潮州而生，迤邐如長蛇，橫亙海中......原其地脈。歷歷可考。一脈至爪哇，一脈至渤泥及古里地悶，一脈至西洋遐崑崙之地。」其中「萬里石塘」指包括今南沙在內的南海諸島。《元史》地理志和《元代疆域圖敘》記載元代疆域包括了南沙群島。其中《元史》还记载了元朝海军「发泉州，...过七洲洋，万里石塘（南沙群岛），历交趾，占城界」巡辖了南沙群岛。《元史》記載，至元十六年（1279年），元世祖忽必烈委派同知太史院士郭守敬到南海進行測量，在繪製的《廣輿圖》中，把南海諸島的西沙群島標為「千里長沙」，南沙群島標為「萬里石塘」。
明代《混一疆理歷代國都之圖》中標有石塘、長沙和石塘。從圖中標繪的位置看，後一個石塘是今南沙群島。明代《海南衛指揮僉事柴公墓誌鉻》記載：「廣東瀕大海，海外諸國皆內屬」，「公統兵萬餘，巨艦五十艘」，巡邏「海道幾萬里」。表明南沙群島屬於明代版圖，明代海南衛巡轄了西沙、中沙和南沙群島。有關學者指出，明代《鄭和航海圖》標繪的「石塘」和「萬生石塘嶼」指的就是今天的西沙、南沙群島。明代黃佐所著《廣東通志》記載「七洲洋」即今西沙群島，屬於巡海備倭官巡海設防的範圍。
清朝設立崖州協水師營，負責南海海疆巡視。清代《泉州府志》和《同安縣志》記載了廣東水師副將吳升對南海海域巡視的史實。《瓊州府志》和《崖州志》則記載:「崖州協水師營分管洋面，東自萬州東澳港起，西至昌化縣四更沙止，共巡洋面一千里，南面直接暹羅、占城夷洋」。這清晰地表明，清代水師巡視範圍涵蓋了包括西沙、南沙在內的整個南海海域。 1909年4月廣東總督張人駿命廣東水師提督李準前往西沙巡視。李准率軍地官員及測繪人員、化驗師、工程師、醫生、工人等共計170餘人，分乘伏波、琛航、廣金三艘兵船至西沙各島及海域遍為巡查，先後命名了西沙14座島嶼。
清代《更路簿》記載了中國海南島漁民所習用的南沙群島各個島、礁、灘、洲的地名具體方位，其中南沙計73個地名。在清代，政府将南沙群岛标绘在地圖上，对南沙群岛行使行政管辖。1724年的《清直省分圖》之《天下總輿圖》、1755年《皇清各直省分圖》之《天下總輿圖》、1767年《大清萬年一統天下全圖》、1810年《大清萬年一統地量全圖》、1817年《大清一統天下全圖》和1895年印行的《古今地輿全圖》等許多地圖均將南沙群島列入中國版圖。一些清朝的外交官員如駐英使節郭嵩燾亦指出西沙群島屬於中國。而越南方面则持否定态度，2012年7月越南国家博物馆公布一份清朝地图（原圖為《皇朝直省輿地全圖》，此圖僅包括部分清代直省地區，並非全圖），指地图未包括南海岛屿。
在清代官方文籍中，如1676年兩廣總督金光祖纂修的《廣東通志》山川·萬州條，1725年經筵講官、戶部尚書蔣廷錫等校修、1726年雍正皇帝御序的《欽定古今圖書集成》職方典·瓊州府山川考二·萬州條，1731年廣東總督郝玉麟等修纂的《廣東通志》山川·萬州條，1822年兩廣總督阮元總裁、廣東巡撫李鴻賓等監修的《廣東通志》山川略十三·瓊州府萬州條，1679年萬州知州李炎等原著、1819年萬州知州汪長齡主修、1828年萬州知事胡端書續修的《萬州志》川條， 1841年明誼修、張岳崧編纂的《瓊州府志》萬州海防條等官方文籍，均把“千里長沙、萬里石塘”列入廣東省瓊州府萬州轄治範圍內。
中國人民至遲明初就到南沙群島從事開發漁業生產。早在明代，有海口港、舖前港和清瀾港漁民及文昌縣漁民到南沙群島去捕撈海參等物。
1868年《中國海指南》記載了中國漁民在南沙群島活動情況，鄭和群礁有「海南漁民，以捕取海參，貝殼為活，各島都有其足跡，亦有久居礁間者，海南每歲有小船駛往島上。攜米糧及其他必需品，與漁民交換參貝。船於每年十二月或一月離海南，至第一次西南風起時返。」清末以來，中國海南島和雷州半島各地漁民都有人到南沙群島去捕魚，其中以文昌、瓊海兩縣最多，每年僅從此二地去的漁船就各有十幾條到二十多條。
日本小倉卯之助《暴風之島》記載1918年他組織的探險隊到達北子島時發現三位文昌縣海口人。 1933年日本三好和松尾到南沙調查時看到北子島有中國人2名、南子島有中國人3名住在那裡。日本《新南群島概況》記載，中業島有漁民「栽種之甘藷」，「昔時有中華民國漁民居住於此島，並種植椰子、木瓜、蕃薯和蔬菜等」。

### 中華民國
- 1946年10月5日，法國 Chevreud 號登陸南沙群島南威島和太平島，在島上建立石碑，當時中華民國政府提出抗議，並與法國原訂於該月及翌年1月4日進行談判，但因越南戰爭緊張而未舉行。
- 1946年10月，中華民國國民政府決定派出「中業號」、「永興號」、「太平號」、「中建號」等四艘軍艦，由指揮官林遵、姚汝鈺率領南下，並有內政及陸海空各部代表隨往視察，會同海軍在廣州出發，前往西沙、南沙。

1. 11月24日，前往西沙群島的「永興」、「中建」兩艦由姚汝鈺率領駛抵林島，舉行儀式將該島改名為「永興島」，以紀念艦隻「永興號」，並立「固我南疆」石碑於該島碼頭處。[106]
2. 12月12日，前往南沙群島的「中業」、「太平」兩艦由李敦謙、林遵率領駛抵長島。為了紀念「太平」艦首次抵達，即以「太平」為該島命名。在島西南方的防波堤末端豎立起「太平島」石碑，並在島之東端，另立「南沙群島太平島」石碑。立碑完後，乃於碑旁舉行升旗典禮。在太平島設立南沙群島管理處，隸屬於廣東省政府管轄。[107]

- 1947年，中華民國內政部重新命名南海諸島全部島礁沙灘名稱共159個，並公布施行。[108][109]
- 1956年，中華民國海軍先後派出立威部隊、威遠部隊和寧遠部隊三次巡察南沙群島。在巡弋過程中，曾在太平島、南威島、西月島重樹石碑、舉行升旗禮，並改編為南沙守備區，改派海軍陸戰隊守備太平島。

1. 立威部隊：由太和、太倉兩軍艦組成，日期是6月2日至6月14日。登陸3個島：太平島、南威島、西月島。巡察5個島和1個沙洲：南子島、北子島、中業島、敦謙沙洲、南鑰島、鴻庥島。經過三個暗沙：逍遙暗沙、永登暗沙等，3個群礁：鄭和群礁、中業群礁和尹慶群礁；12個礁：渚碧礁、大現礁、小現礁、福祿寺礁、 西礁、中礁、東礁、華陽礁、日積礁、相生礁（火艾礁）、常瀨礁（蒙自礁）和揚信沙洲。
2. 威遠部隊：由太康、太和兩艦組成，之後中肇艦參加，日期是6月29日至7月22日。先後到過太平島、中業島、敦謙沙洲、西月島、鴻庥島、南威島、南鑰島、南子礁（今南子島）、北子礁（今北子島）。
3. 寧遠部隊：由太和、永順兩軍艦組成。日期是9月24日至10月5日。9月底到太平島、鴻庥島、敦謙沙洲，10月初到南鑰島、中業島、南子礁、北子礁。

- 1967年10月，中國青年反共救國團暑期育樂活動南疆遠航隊設立「南疆屏障」石碑一座。
- 1971年7月29日 菲律宾派遣部队登陆中业岛，并且将岛屿命名为“派格阿萨岛”（Pag-Asa）。中华民国海军曾打算抵抗，但因当时接获中华民国政府急电：不挑战，故并未作出抵抗。
- 1975年，中華民國政府針對菲律賓、越南、馬來西亞相繼侵佔南沙群島，發表對南沙群島唯一合法主權之嚴正聲明。
- 1980年1月12日，由內政部地政司司長王杏泉代表部長許水德，登太平島設立「南疆鎖鑰」石碑一座，並重申中華民國對南海之主權；同年2月16日行政院核定高雄市成立管理委員會，接管太平島，隸屬高雄市旗津區。設立漁業工作站，迄1987年設立台澎地區漁民服務站，推展各項漁民服務工作。
- 1992年6月12日，由內政部負責籌組南沙小組。
- 2000年1月28日，成立海岸巡防署，接管太平島。
- 2003年8月16日，中華民國內政部部長余政憲偕同行政院經建會副主委張景森、行政院研考會副主委蔡丁貴、海巡署副署長游乾賜、高雄市副市長林永堅等一行人前往太平島視察，並舉行一等衛星控制點設置動土典禮。
- 2008年1月21日，中華民國空軍C-130運輸機首度降落太平島，並在島上設置勤務派遣隊，負責機場跑道的維護[110]；2月2日，中華民國總統陳水扁搭乘C-130運輸機於上午十時三十二分降落登島慰問官兵，並主持飛機跑道的啟用典禮，成為首位抵達中華民國國土最南端的國家元首。[111][112]。
- 2011年7月12日，國立臺灣海洋大學搭乘海軍成功級船艦至南沙太平島舉辦「全民國防南沙青年研習營」進行學術研究，並獲中華民國總統馬英九接見。[113]
- 2011年9月7日，中華民國行政院海巡署在國安會協調下，會同國防部、經濟部勘查太平島建置太陽能光電系統，規劃國家南海低碳島嶼。[114]
- 2012年8月，中華民國外交部發表將在太平島進行軍事演習。國安會秘書長胡為真與內政部長李鴻源等帶領巡察太平島，並登上島外的中洲礁升起中華民國國旗以宣示主權。越南國家通訊社批評台灣政府破壞區域和平，同時要求台灣停止軍演[115][116]。

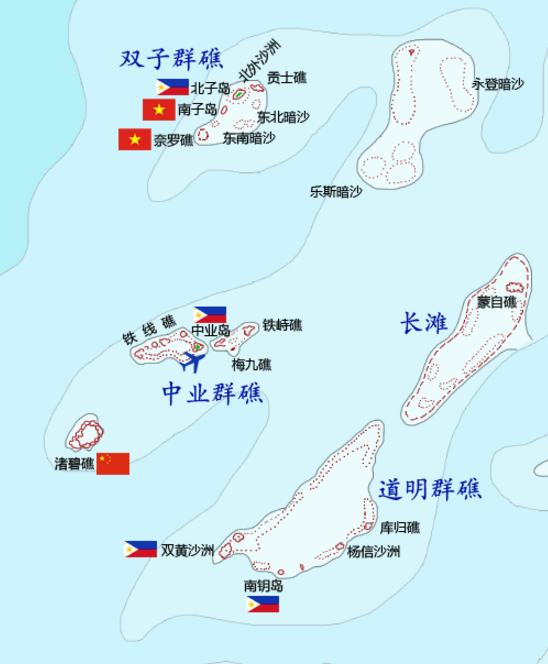
中業島一帶至2017年為止形勢圖

- 2012年8月17日，有學者在平面媒體向中華民國政府投書建議，採取積極作為，以因應在南海的情勢。現有海巡署兵力可能不足防衛，應恢復海軍陸戰隊在南海進駐，其級別要提升到師級的指揮部。恢復「海南特別行政區」之建制，下設「南海市」（省轄市級），其下分設「東沙區」與「南沙區」。並積極發展包括各項海洋、海島科學研究、資源開發、海洋觀光休閒等活動。[117]

### 中华人民共和国
- 中国大陆為繼承以前中華民國國民政府确立的十一段线区域，在相关岛屿保持和维护了早期民国时期建立的纪念碑和标示物。1953年，中華人民共和國主動宣布放棄越南北部湾等二段線的主權，承認越南在這個區域的權利，改為九段线區域，1958年9月4日，中華人民共和國發表關於領海的聲明[24]。同年9月14日，越南民主共和國政府主席范文同在給中華人民共和國總理周恩來的照會中表示：「越南民主共和國承認和贊同中華人民共和國政府一九五八年九月四日關於規定中國領海的聲明，越南民主共和國政府尊重這一決定」。[25]
- 1974年，與越南共和國爆發了西沙海戰，控制了西沙群島，行政上劃歸广东省管轄。
- 1988年，與越南社会主义共和国在赤瓜礁海戰，控制了赤瓜礁等七個南沙島礁。
- 1992年，公佈中华人民共和国領海法。
- 1997年，重申「南海」U形領海線及其內之所有島礁之主權。
- 2010年5月31日至2010年7月18日，潛水器「蛟龍號」在南海3000米級的深海中完成了17次下潛任務。在其中一次下潛任務成功後，潛航員利用機械手在南海海底插上了一面中华人民共和国国旗以宣示主权[118]。
- 2012年，國務院批准設立地级海南省三沙市（意為西沙、中沙、南沙），行政机关驻扎在永兴岛，管轄南海各島嶼。
- 2015年，在南沙部分岛礁进行吹填，造成人工岛。11月12日，中華人民共和國外交部主動宣布，南沙納土納群島主權屬於印尼。

### 马来西亚

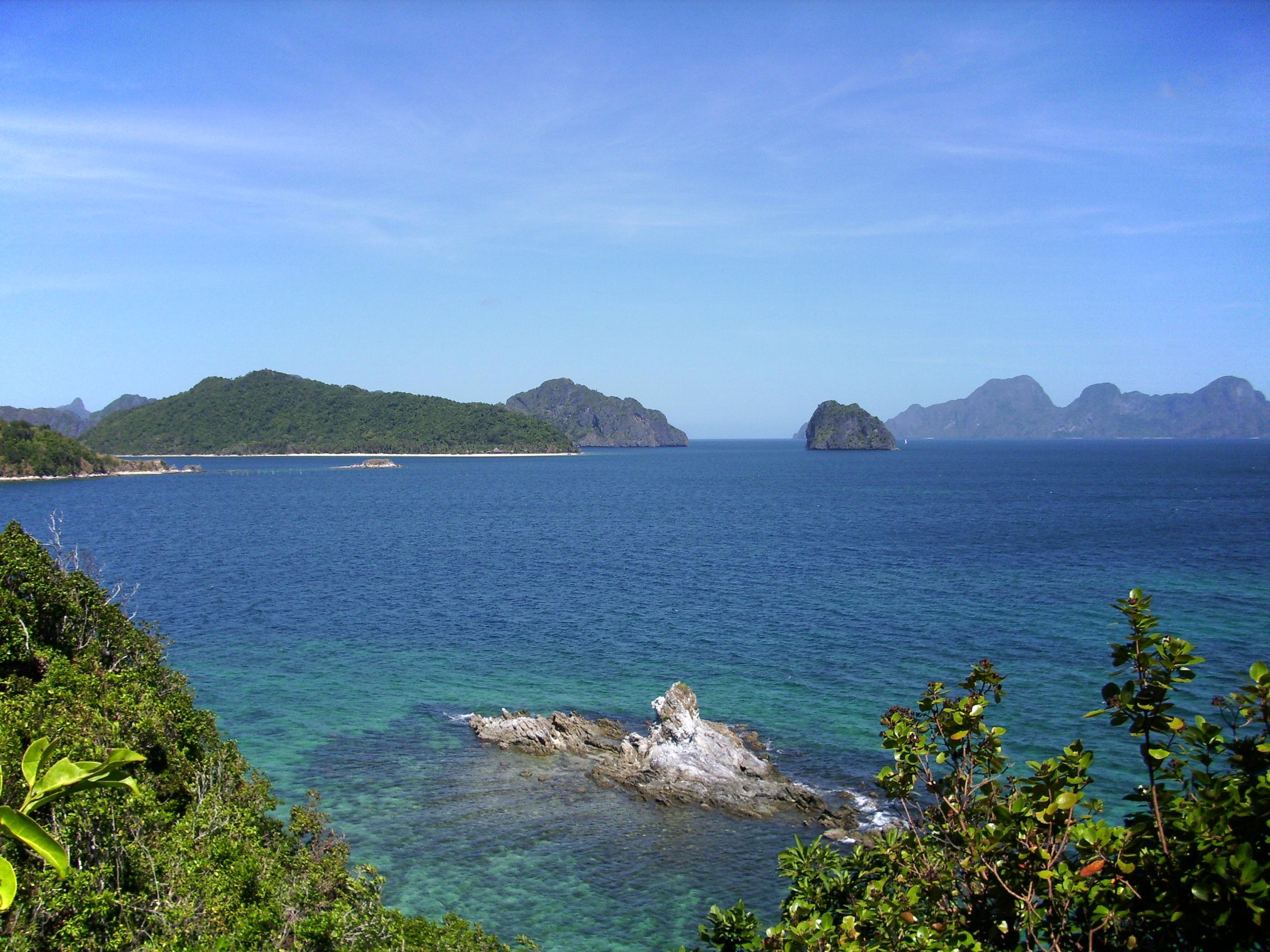
巴拉望北方海岸（巴拉望北方為南海海域，南方則為蘇祿海海域）

馬來西亞到了1978年12月，才在其公布的大陸架地圖上將南沙群島的部分島礁和海域標在馬來西亞境內。70年代以前沒有任何法律文件或領導人講話提及本國領土範圍包括南沙群島。現今自其大陸棚劃出領海線，並控制其宣稱之領海內的彈丸礁上进行开发事业，行動積極而獲利。

### 菲律賓
- 1898年，美國與西班牙簽訂巴黎條約，明確規定了菲律賓的領土範圍，但並未包括南沙群島。
- 1900年，簽訂的華盛頓條約，明確規定了菲律賓的領土範圍，但並未包括南沙群島。
- 1946年到1947年间，有菲律賓民間人士多次前往南沙群岛海域进行勘察[119]。
- 1946年4月29日，菲律宾海事学院4号船到太平岛进行活动[120]。
- 1950年，民間人士开始开发太平島及其他諸島，并开采磷礦。
- 1951年，菲美軍事同盟條約進一步確認菲律賓的領土範圍，但並未包括南沙群島。
- 1953年，菲律賓憲法進一步確認菲律賓的領土範圍，但並未包括南沙群島。
- 1955年，馬尼拉召開的國際民航組織太平洋地區航空會議通過的第24號決議，要求中華民國在南沙群島加強氣象觀測，會上沒有任何一個代表對此提出異議或保留。
- 1956年3月1日，菲律賓民間創辦的海事学校帶領40人组成探险队，从马尼拉出发前往南沙群岛海域探险，並登上了北子礁、南子礁、中业岛、南钥岛、西月岛、太平岛、敦谦沙洲、鸿庥岛、南威岛等9个主要岛屿，在这些岛上竖起“占领”牌，並向菲律宾外交部要求宣布对这些岛屿拥有主权。他為这些岛屿重新命名，将太平岛命名为麦克阿瑟岛（麦克阿瑟为美前远东军总司令兼盟军统帅）、南威岛命名为拉蒙岛（拉蒙·麦格塞塞为菲律宾前总统）、西月岛命名为卡罗斯岛（卡罗斯·加西亚为菲律宾前副总统兼外交部长），其他50个岛礁也獲得了新的名字。[121]
- 1956年3月17日，海事学校創辦人托馬斯·克洛馬將島屿命名為“卡拉延群岛”（Freedom Land，自由地）[122]。
- 1956年5月11日，克洛馬在各岛升国旗，正式宣布領有權，并自任自由地总统，同時还聘请莫頓·弗雷德里克·米茲（英語：Morton Frederick Meads）为名誉国王[123]。4日後，克洛馬发表《告世界宣言》（英語：Notice to the Whole World），宣布发现和占领南沙群岛地區面積約64976平方海里领域内的33个岛礁、沙洲、沙滩、珊瑚礁和渔区，命名为“自由地”，并自任总统，同時请來了莫頓·弗雷德里克·米茲（英語：Morton Frederick Meads）为名誉国王[123]。
- 1956年5月19日，菲律宾外相宣布卡拉延先占主权声明。 在菲律賓副总统兼外长卡罗斯·加西亚的支持下，克洛馬以他首先发现島嶼为由提出菲律賓对南沙享有主权，强调民间人士先占，要求菲律賓政府提供保障。
- 1956年5月31日，克洛馬宣布成立自由邦（英語：Free Territory of Freedomland）。
- 1956年6月9日，克洛馬上书，表示对中华民国的尊重，指出未探查南威岛。
- 1956年7月6日，克洛馬宣布自由地政府成立，首都设于中业岛（亦有指是费信岛）。自由地政府隨即制定法律、編寫国歌和設計国旗。[124]
- 1956年12月14日，克洛马向菲律宾总统麦格塞塞递交请愿书，请求卡拉延自由领地成为菲律宾的保护国。29日，菲律宾政府宣布接受克洛马的请求。1957年2月15日，菲律宾政府公布克洛馬的书简。
- 1971年，菲律宾宣佈菲律宾实际领有的8島為卡拉揚非屬中国所谓南沙群岛，也非為任何人之主權，據以劃定領海線。
- 1972年3月，菲律宾国家海床委员会提出“自由地”领土主张。
- 1972年7月28日，菲律宾政府提出自由地先占主权主张。
- 1974年2月5日，克洛馬宣布他将放弃南沙群岛的索求，但他将保持其对“自由邦”及其余岛屿的主权。克罗马其後宣布将政体变为公国，自任亲王，国名改为“自由地公国”（英語：Principality of Freedomland）。
- 1974年8月，71岁高龄的克罗马宣布辞去国家元首的头衔，将其传给约翰·B·德·马里维勒斯亲王，其政府班子成员随后宣布将国名改为科洛尼亚王国（英語：Kingdom of Colonia）。当年11月，克罗马被菲律宾总统费迪南德·马科斯下令逮捕，并交付军事法庭审判，原因是他曾经自称为菲律宾共和国的“海军上将”，被指控招摇撞骗。克罗马被迫签下一份证书，以一菲律賓比索的价格将其王国出售给菲律宾，以换取自己的自由。科洛尼亚王国的国王、首相、议长等人面临菲律宾方面的通缉，逃往马来西亚沙巴州的纳闽岛，组建了流亡政府[125]。
- 2011年，菲律賓政府通過將官方文件中所称的「南中国海」改稱為「西菲律賓海」。

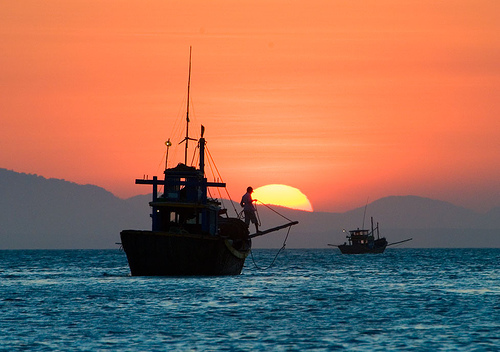
從美奈望向南海的日落

- 2012年，菲律賓總統艾奎諾三世於9月12日頒布第29號行政命令，正式將南海命名為「西菲律賓海」。此行政命令已於2012年9月5日簽訂完成。[41]

### 越南
越南在1975年以前明確承認中國對南沙群島的領土主權。越南1960年、1972年出版的世界地圖及1974年出版的教科書都承認南沙群島是中國領土。及後卻认为其以歷史的及大陸棚的理論而擁有南中国海全部及其內之島嶼，其歷史的理由是法國於1930年曾表示擁有全部斯普拉特利群岛（南沙群岛）的主權。越南目前控制了大部份島礁，並宣稱對於在1974年與中華人民共和国的海戰中所被中国占领的西沙群岛擁有主權。
- 越南媒體網站（vietnamnet.vn）2012年9月12日報導，越南教育部和胡志明共青團日前簽署「2012-2013學年度合作計劃備忘錄」，將加強提供學生南海（越稱東海）有關訊息。[58]
- 2014年5月26日，越南政府在官方網站發表聲明，表示大約40艘中國漁船在越南專屬經濟區內包圍了越南多艘漁船，並撞沉一隻越南漁船。越南外交部抗議中國船隻衝撞越南船隻，並在現場使用水炮，造成越方人員受傷，重申中國鑽井平台勘探位置是在越南的200海里專屬經濟區和大陸架範圍內。越南媒體表示，與中國發生衝突的越南漁船「DNa90152」來自峴港，在“越南專屬經濟區”內遭到40艘中國漁船包圍，中國漁船「11209」號船突然撞向有10名船員的越方漁船，越南漁船隨後沉沒，附近的越南漁船救起了10名船員。[59]

### 
南通礁是汶萊唯一在南海提出主權聲索的島礁。
- 1935年，中華民國政府公佈的地圖中對南通礁做了準確標準。
- 1988年，汶萊聲稱對南通礁擁有主權。
- 1993年，南通礁被馬來西亞實際控制。
- 2009年，根據馬來西亞和汶萊簽署的協議[62]，「確定了兩國之間的領海，大陸架和專屬經濟區的最終劃界」。協議明確指出汶萊對南通礁所在的兩個油區擁有主權。馬來西亞尊重鄰國汶萊關於該礁位於其大陸架上的主張，對於南通礁問題做出了讓步[126]。但南通礁也受到中華人民共和國監視並不定期巡航。

### 引用
1. ↑  Keck, Zachary. . The Diplomat. 2014-03-20  [2015-02-12]. （原始内容存档于2015-02-28）.
Vaswani, Karishma. . 2014-10-19  [2014-10-19]. （原始内容存档于2021-02-23）.
R.C. Marshall, Andrew. . Reuters. 2014-08-25  [2015-02-12]. （原始内容存档于2015-09-24）.
2. ↑  . Livingston: Witherby Publishing Group and the International Chamber of Shipping. 2021: 13. ISBN 9781913997014.
3. ↑  .   [2015-07-30]. （原始内容存档于2017-03-03）.
4. ↑   (PDF). CSCAP.   [2015-11-26]. （原始内容存档 (PDF)于2015-09-23）.
5. ↑   (PDF). CSCAP.   [2015-11-26]. （原始内容存档 (PDF)于2015-09-23）.
6. ↑  "U.S. report details rich resources in South China Sea." (archived from the original （页面存档备份，存于） on 2013-02-133)
7. 1 2  . tw.news.yahoo.com.   [2021-12-03]. （原始内容存档于2021-12-03） （中文（臺灣））.
8. ↑  Schearf, Daniel. "S. China Sea Dispute Blamed Partly on Depleted Fish Stocks." （页面存档备份，存于） VOA, May 16, 2012.
9. ↑  . China Power. 2 August 2017  [30 May 2019]. （原始内容存档于8 June 2019） （英语）.
10. ↑   (PDF). United Nations Conference on Trade and Development.   [30 May 2019]. （原始内容存档 (PDF)于12 June 2019）.
11. ↑  . China Power. 2 August 2017  [30 May 2019]. （原始内容存档于8 June 2019） （英语）.
12. ↑  三立新聞網. . www.setn.com. 2016-07-12  [2021-12-03]. （原始内容存档于2021-12-03） （中文（臺灣））.
13. ↑  . www.wilsoncenter.org.   [2021-12-03]. （原始内容存档于2021-12-03） （英语）.
14. ↑  . Hindustan Times. 2021-11-21  [2021-12-03]. （原始内容存档于2021-12-27） （英语）.
15. 1 2   . www.mfa.gov.cn. 中國外交部.   [2021-12-01]. （原始内容存档于2021-12-01） （中文（中国大陆））. “搁置争议，共同开发”的基本含义是：第一，主权属我；第二，对领土争议，在不具备彻底解决的条件下，可以先不谈主权归属，而把争议搁置起来。搁置争议，并不是要放弃主权，而是将争议先放一放
16. ↑  1996-05-15 中华人民共和国领海基线的声明 （页面存档备份，存于），南沙群岛在线，2005年3月15日
17. ↑  . BBC News 中文. 2016-01-04  [2021-12-01]. （原始内容存档于2021-12-01） （中文（繁體））.
18. ↑  . 新华网. 2012年4月16日  [2014年7月19日]. （原始内容存档于2015年10月15日）.
19. ↑  .   [2012-06-26]. （原始内容存档于2012-06-26）.
20. ↑  王直.  . 维基文库. 廣東瀕大海，海外諸國皆內屬
21. ↑  坤輿萬國全圖
22. ↑  .   [2016-07-17]. （原始内容存档于2020-09-23）.
23. ↑  . ls.chiculture.org.hk.   [2021-12-01]. （原始内容存档于2021-12-01） （英语）.
24. 1 2  . 人民日报. 1958年9月5日: 第1版 [1958年9月4日]  [2024年9月22日]. （原始内容存档于2022年2月2日）.
25. 1 2  1958年9月14日越南總理範文同致周恩來總理的外交文書
26. ↑  孫國祥. . 香港: 香港城市大學. 2017: 264  [2021-12-01]. ISBN 9789629372996. （原始内容存档于2021-12-01） （中文）. 中國大陸也於 1974 年以武力控制由越南掌控的南海西沙群島，取得西沙的控制權，並在1988 年與越南在南沙群島赤瓜礁﹙Johnson South Reef﹚海域發生武裝衝突，開始佔領部分南沙島礁，將勢力由南海西沙群島延伸至南海南半部的南沙群島。
27. ↑  .   [2016-02-21]. （原始内容存档于2020-06-10）.
28. ↑  崔天凯大使出席2020年阿斯彭安全论坛实录 （页面存档备份，存于），美国全国广播公司在线对话，2020年8月4日
29. 1 2  Ooi, Keat Gin. . ABC-CLIO. 2004: 1241–  [12 July 2016]. ISBN 978-1-57607-770-2. （原始内容存档于7 July 2014）.
30. ↑  Chia Lin Sien. . Institute of Southeast Asian Studies. 2003: 78–  [12 July 2016]. ISBN 978-981-230-119-2. （原始内容存档于7 July 2014）.
31. ↑  Territorial claims in the Spratly and Paracel Islands 的存檔，存档日期4 August 2010., globalsecurity.org
32. ↑  Furtado, Xavier. . Contemporary Southeast Asia. December 1999, 21 (3): 386–404. doi:10.1355/CS21-3D.
33. ↑  . Asia Maritime Transparency Initiative.   [2021-12-01]. （原始内容存档于2021-12-01） （美国英语）.
34. ↑  . Malaysiakini. 2020-07-31  [2020-08-01]. （原始内容存档于2020-08-03） （中文）.
35. ↑  . 中國報 China Press.   [2020-07-18]. （原始内容存档于2020-08-17） （美国英语）.
36. ↑  .   [2019-11-20]. （原始内容存档于2020-12-18）.
37. ↑  .   [2019-11-20]. （原始内容存档于2020-12-18）.
38. ↑  .   [2019-11-20]. （原始内容存档于2021-07-24）.
39. ↑  . 星洲网 Sin Chew Daily.   [2022-01-21]. （原始内容存档于2022-01-21） （英语）.
40. ↑  . 東方網 馬來西亞東方日報. 2021-06-01  [2022-01-21]. （原始内容存档于2021-06-02） （中文（简体））.
41. 1 2  .   [2016-02-21]. （原始内容存档于2014-05-15）.
42. ↑  .   [2019-07-11]. （原始内容存档于2020-02-12）.
43. ↑  .   [2019-07-11]. （原始内容存档于2020-02-12）.
44. ↑  （页面存档备份，存于）  [Duterte: Sending troops on 'suicide' mission in S. China Sea will lead to my ouster
45. ↑  .   [2019-07-11]. （原始内容存档于2020-02-12）.
46. 1 2  .   [2019-07-11]. （原始内容存档于2020-12-23）.
47. ↑  . RFI - 法国国际广播电台. 2020-09-23  [2020-10-12]. （原始内容存档于2020-11-01） （中文（简体））.
48. ↑  . RFI - 法国国际广播电台. 2020-10-16  [2020-10-16]. （原始内容存档于2020-10-17） （中文（简体））.
49. ↑  . world.people.com.cn.   [2020-10-17]. （原始内容存档于2020-10-27）.
50. ↑  News, Willard Cheng, ABS-CBN. . ABS-CBN News. 2021-04-26  [2021-04-28]. （原始内容存档于2021-04-28） （英语）.
51. ↑  . 立場新聞. 2021-05-04  [2021-05-04]. （原始内容存档于2021-06-24）.
52. ↑  . 香港01. 2021-05-11  [2021-05-11]. （原始内容存档于2021-05-14）.
53. ↑  . 香港01. 2021-05-11  [2021-05-11]. （原始内容存档于2021-05-12）.
54. ↑  . maritimefairtrade. 2024-11-09  [2024-11-12]. （原始内容存档于2024-11-13） （英语）.
55. ↑  Morley & Nishihara 1997，第126–127頁.
56. ↑  Giải pháp cho Việt Nam về Công hàm của ông Phạm Văn Đồng? 的存檔，存档日期April 29, 2015，. RFA Vietnamese 2008-09-17
57. ↑  . Thanh Niên. June 3, 2014  [Jun 10, 2014]. （原始内容存档于June 11, 2014）.
58. 1 2  .   [2016-02-21]. （原始内容存档于2016-03-04）.
59. 1 2  . BBC. 2014-05-27  [2014-05-27]. （原始内容存档于2014-06-25）.
60. ↑  . 光华网.   [2020-10-12]. （原始内容存档于2020-10-18） （美国英语）.
61. ↑  vietnam.vnanet.vn. . vietnam.vnanet.vn. 2024-07-18  [2024-07-18]. （原始内容存档于2024-07-20） （vi-vn）.
62. 1 2 3  Alexander L. Vuving. . The Diplomat. 2016-05-06  [2021-04-09]. （原始内容存档于2021-03-23）.
63. ↑  . 自由時報. 2017-09-08  [2018-09-02]. （原始内容存档于2020-10-01） （中文（臺灣））.
64. ↑  . 三立新聞.   [2016-07-15]. （原始内容存档于2018-04-25）.
65. ↑  .   [2016-02-21]. （原始内容存档于2020-09-30）.
66. ↑  .   [2016-07-20]. （原始内容存档于2016-08-22）.
67. ↑  .   [2017-01-30]. （原始内容存档于2017-02-08）.
68. ↑  .   [2018-05-25]. （原始内容存档于2021-02-13）.
69. ↑  風傳媒. .   [2018-05-24]. （原始内容存档于2019-05-03）.
70. ↑  自由時報. .   [2018-05-28]. （原始内容存档于2020-09-22）.
71. ↑  . 中时电子报. 2018-06-05  [2018-06-06]. （原始内容存档于2019-05-15）.
72. ↑  . BBC News 中文. 2020-07-14  [2020-07-15]. （原始内容存档于2020-07-15） （中文（简体））.
73. ↑  . 路透社.[]
74. ↑  . 美国驻华大使馆和领事馆. 2021-03-17  [2021-04-13]. （原始内容存档于2021-04-18） （中文（中国大陆））.
75. ↑  日本放送協会. . NHKニュース.   [2021-04-18]. （原始内容存档于2021-04-28）.
76. 1 2  ANI. . Business Standard India. 2022-01-13  [2022-01-21]. （原始内容存档于2022-01-21）.
77. ↑  聶振宇. . 香港01. 2021-07-12  [2021-12-03]. （原始内容存档于2021-12-03） （中文（香港））.
78. ↑  . world.people.com.cn.   [2021-12-01]. （原始内容存档于2021-12-01）.
79. ↑  . BBC News 中文. 2016-08-16  [2021-12-01]. （原始内容存档于2021-12-01） （中文（繁體））.
80. ↑  中時新聞網. . 中時新聞網.   [2021-04-13]. （原始内容存档于2021-04-14） （中文（臺灣））.
81. ↑  . www.fmprc.gov.cn.   [2021-12-01]. （原始内容存档于2021-12-01）.
82. ↑  . BBC News 中文.   [2021-12-03]. （原始内容存档于2021-12-03） （中文（繁體））.
83. ↑  . 美國之音. 2021年4月25日  [2021年4月27日]. （原始内容存档于2021年4月28日） （中文）.
84. ↑  .   [2021-09-20]. （原始内容存档于2021-09-21）.
85. ↑  .   [2021-09-20]. （原始内容存档于2021-09-21）.
86. ↑  . Yahoo 新聞. 中央社. 2020-09-04  [2020-09-06]. （原始内容存档于2020-09-21）.
87. ↑  .   [2021-09-20]. （原始内容存档于2021-10-29）.
88. ↑  .   [2021-09-20]. （原始内容存档于2021-12-20）.
89. ↑  .   [2011-07-22]. （原始内容存档于2014-05-15）.
90. ↑  CNN, Katie Hunt. . CNN.   [2021-04-12]. （原始内容存档于2021-03-24）.
91. ↑  . BBC News. 2016-07-12  [2021-04-12]. （原始内容存档于2021-06-22） （英国英语）.
92. ↑  Perlez, Jane. . The New York Times. 2016-07-12  [2021-04-12]. ISSN 0362-4331. （原始内容存档于2016-07-13） （美国英语）.
93. ↑  . pca-cpa.org.   [2021-04-12]. （原始内容存档于2016-07-12）.
94. ↑  Welle (www.dw.com), Deutsche. . DW.COM.   [2021-04-12]. （原始内容存档于2021-05-26） （中文（中国大陆））.
95. ↑  《異物志》，第3頁
96. ↑  . 新華書店. 1980: 177.
97. 1 2  
. 台北駐日經濟文化代表處那霸分處.
98. ↑  《元史》卷一百六十二列传第四十九史弼
99. ↑  .   [2016-07-28]. （原始内容存档于2016-08-17）.
100. ↑  陆心贤等《地学史话》，上海科学技术出版社，1979，第145頁
101. ↑  楊作洲《南海風雲: 海域及相關問題的探討》正中書局，1993，第38頁
102. ↑  .   [2016-07-28]. （原始内容存档于2018-09-29）.
103. ↑  .   [2016-07-28]. （原始内容存档于2015-06-17）.
104. ↑  鄭資約編著，傅角今主編. . 內政部方域叢書. 商务印书馆. 1947年11月：第83頁
105. ↑  1947年中華民國内政部方域司编制的《南海諸島位置圖》
106. ↑  .   [2016-07-28]. （原始内容存档于2011-06-01）.
107. ↑  .   [2016-07-28]. （原始内容存档于2011-06-20）.
108. ↑  .   [2016-07-28]. （原始内容存档于2011-06-01）.
109. ↑  .   [2016-07-28]. （原始内容存档于2019-05-15）.
110. ↑  .   [2016-07-28]. （原始内容存档于2019-05-16）.
111. ↑  . 《文匯報》. 2012-09-02  [2016-07-28]. （原始内容存档于2020-09-23）.
112. ↑  . 中央廣播電臺. 2012-09-02.[永久]
113. ↑  釣島主權／釣島爭議存在 台灣才有話語權 （页面存档备份，存于），澎湖科技大學行銷與物流管理系主任 楊崇正，2012年8月17日聯合報
114. ↑  . 新華網. 2010年8月28日  [2016年7月28日]. （原始内容存档于2015年8月7日）.
115. ↑  馬駿傑,
116. ↑  . 海南史志网>地方志书>海南省志>西南中沙群岛志>附录. 2009年6月15日  [2009年6月15日]. （原始内容存档于2013年12月13日） （中文（简体））.
117. ↑  . www.colonia.asia. 8 August 2008  [2008年8月8日]. （原始内容存档于2012年7月24日） （英语）.
118. ↑  李金明,
119. 1 2  本刊特约记者：余东. . 环球网>国际新闻>国际新闻>正文. 2009年7月20日  [2009年7月20日]. （原始内容存档于2011年6月6日） （中文（简体））.
120. ↑  .   [2016-07-28]. （原始内容存档于2019-05-13）.
121. ↑  张涛 (zt). . 南沙群岛在线>南沙群岛历史点滴. 2006年4月24日  [2006年4月24日]. （原始内容存档于2006年4月22日） （中文（简体））.
122. ↑  J. Ashley Roach.  (PDF). Seas Research. Center for Naval Analyses. 2014  [2024-07-29]. （原始内容存档 (PDF)于2022-01-22）.

## 延伸閱讀
- Bautista, Lowell B.  (PDF). JATI – Journal of Southeast Asian Studies. December 2011, 16: 35–53  [2015-12-25]. （原始内容 (PDF)存档于2013-07-30）.
- Bonnet, Francois-Xavier.  (PDF). Irasec’s Discussion Papers (泰國曼谷: Research Institute on Contemporary Southeast Asia). 2012-11, (n°14): 42  [2024-08-28]. （原始内容存档 (PDF)于2024-10-15） （英语）.
- Raine, Sarah; Le Miere, Christian. . Routledge for IISS. 2013.
- Rowan, Joshua P.  (PDF). Asian Survey. 2005, 45 (3): 414–436  [2015-12-25]. doi:10.1525/as.2005.45.3.414. （原始内容 (PDF)存档于2010-08-16）.
- Clive Schofield et al., From Disputed Waters to Seas of Opportunity: Overcoming Barriers to Maritime Cooperation in East and Southeast Asia（页面存档备份，存于） (July 2011)
- Rising Tensions in the South China Sea（页面存档备份，存于）, June 2011 Q&A with Ian J. Storey
- Tupaz, Edsel. . JURIST. 27 April 2012  [2015-12-25]. （原始内容存档于2018-06-15）.
- Weissmann, Mikael.  (PDF). Asian Perspectives. 2010, 34 (3): 35–69  [2015-12-25]. （原始内容 (PDF)存档于2014-07-28）.

## 外部連結
- Website of the Chinese National Institute for South China Sea Studies
- Website of the Vietnamese Program for South China Sea Studies Chương trình nghiên cứu Biển Đông（页面存档备份，存于） （越南文）
- 中時-學者宋魯鄭投書BBC總結美國在亞洲贏面不大（页面存档备份，存于）